# Carlos Henrique de Escobar Fagundes
Carlos Henrique de Escobar Fagundes (São Paulo, Brasil, 11 de novembro de 1933 — Aveiro, Portugal, 2 de agosto de 2023) foi um filósofo, dramaturgo, poeta e professor brasileiro. 
Nascido em São Paulo, aos 13 anos, ingressou na militância política, enfrentando sua primeira prisão aos 15 anos. Com 17 anos escreveu sua primeira peça (Antígona América). No final dos anos 1950, casou-se com a atriz e produtora cultural Ruth Escobar, indo morar na França, onde foi aluno do filósofo Maurice Merleau-Ponty.Com Ruth , tornou-se pai de Christian Escobar Fagundes e Patrícia Calypso de Escobar Fagundes ( Pat Escobar ).
De volta ao Brasil em 1962, mudou-se para o Rio de Janeiro para participar de um curso de cinema promovido pelo Ministério das Relações Exteriores. Com o fim do casamento com Ruth, fixou-se no Rio, tendo sido o fundador da Escola de Comunicação da Universidade Federal do Rio de Janeiro e do Instituto de Arte e Comunicação Social da Universidade Federal Fluminense, além de professor das Faculdades Integradas Hélio Alonso e da Pontifícia Universidade Católica do Rio de Janeiro. 
Autodidata, recebeu o título de Notório Saber concedido pela UFRJ em janeiro de 1986. 
Em 1988, teve com sua companheira, a musicista Vera Terra, a filha Maria Clara Escobar (cineasta). 
Autor de mais de mais de 30 livros, entre filosofia, poesia e ensaios, Escobar se aposentou em 2000, mudando-se para Portugal junto com sua esposa, Ana Sacchetti, e, seu filho Emilio Sacchetti Escobar .
Em fevereiro de 2013, foi tema de documentário, dirigido pela filha Maria Clara Escobar,  “Os dias com ele” — eleito melhor filme na 16ª Mostra de Cinema de Tiradentes.

### Teatro
1. Antígona-América, São Paulo, Editora Decisão, 1962. Peça montada pelo Grupo Decisão, em 1962, sob o patrocínio do Governo do Estado de São Paulo.
2. Ramon, o Filoteto Americano, Brasília, MEC - DAC -FUNARTE - Serviço Nacional de Teatro, 1977. Prêmio de Publicação no Concurso de Dramaturgia de 1975 - Prêmio Serviço Nacional de Teatro.
3. O Engano, em Feira Brasileira de Opinião, São Paulo, Global Editora, 1978.
4. A Caixa de Cimento, Rio de Janeiro, Editora Civilização Brasileira, 1978. 2o Prêmio do Concurso Nacional de Dramaturgia do Serviço Nacional de Teatro em 1977.
5. O Acontecimento, Brasília, MEC -SEC - Serviço Nacional de Teatro, 1978. 3o Prêmio do Concurso Nacional de Dramaturgia de 1978 do Serviço Nacional de Teatro.
6. Heliogábalo: O Sol é a Pátria, Rio de Janeiro, Revista Comum Editora, 1980. Texto para dança e dramatização, montado pelo Grupo de Atores Dançarinos no Rio de Janeiro, São Paulo e Brasília em 1980.
7. Matei Minha Mulher, Rio de Janeiro, Editora Achiamé, 1983.
8. Ana Clitemnestra, Rio de Janeiro, Editora Taurus, 1986.
9. 4 Peças de Teatro, Rio de Janeiro, Editora Devir, 1989.
10. Teatro, Rio de Janeiro, Editora Taurus, 1998.
11. Teatro- Volume I, Lisboa, Editora Moira.

### Poesia
1. Poesias, São Paulo, Editora Massao Ohno, 1962. 1o Prêmio de Poesia da Biblioteca Municipal de São Paulo.
2. Chão por Dentro, São Paulo, Editora Brasil, 1967.
3. A Notícia da Ave, Rio de Janeiro, José Álvaro Editora, 1969. Prêmio do Instituto Nacional do Livro.
4. Paisagem Alta, Petrópolis, Imprensa Vespertino, 1975.
5. Chave das Águas, Menção Honrosa no Concurso Nacional de Poesia do Instituto Nacional do Livro, 1975.
6. Paixão, Rio de Janeiro, Editora Vozes, 1979.

### Filosofia e Ciência Política
1. Proposições para uma Linguística e uma Semiologia, Rio de Janeiro, Editora Rio, 1973.
2. As Ciências e a Filosofia, Rio de Janeiro, Editora Imago, 1975.
3. Discursos, Instituições e História, Rio de Janeiro, Editora Rio, 1975.
4. Epistemologia das Ciências Hoje, Rio de Janeiro, Editora Pallas, 1975.
5. Ciência da História e Ideologia, Rio de Janeiro, Editora Graal, 1979.
6. Marx Trágico (O Marxismo de Marx), Rio de Janeiro, Editora Taurus, 1993.
7. Marx: Filósofo da Potência, Rio de Janeiro, Editora Taurus, 1996.
8. Nietzsche (Dos “companheiros”...), Rio de Janeiro, Ed. 7 Letras, 2000.
9. Zaratustra (O corpo e os povos da tragédia), Rio de Janeiro, Ed. 7 Letras, 2000.

### Ensaios
1. Apresentação do filósofo Kostas Axelos, em prefácio à tradução brasileira de Interlúdio, Rio de Janeiro, Revista Tempo Brasileiro, n.11-12, 1966.
2. De um marxismo com Marx, Rio de Janeiro, Revista Tempo Brasileiro, n.13-14, 1966-1967. Vol. IV-V.
3. Resposta a Carpeaux: Estruturalismo, Rio de Janeiro, Revista Tempo Brasileiro, n.15-16, 1968. Vol. V.
4. Comunicação e Fait-Divers, Rio de Janeiro, Revista Tempo Brasileiro, n.19-20, 1969. Vol VI. 
5. Semiologia Como Conceito em Estado Prático, Rio de Janeiro, Revista Vozes, n.10, 1970.
6. Discurso Científico e Discurso Ideológico, Rio de Janeiro, Revista Tempo Brasileiro, Comunicação, n.3, 1971.
7. A Psicanálise e a Ciência da História, Rio de Janeiro, Revista Vozes, n.6, 1971.
8. Leitura de Saussure: Proposições Semiológicas, Rio de Janeiro, Revista Tempo Brasileiro, n.29, 1972. Vol. IX.
9. Aspectos Ideológicos da Cibernética como Filosofia, Rio de Janeiro, Revista Vozes, n.7, 1972.
10. Uma Filosofia dos Discursos: Uma Ciência dos Discursos Ideológicos, Rio de Janeiro, Revista Tempo Brasileiro, n. 30-31, 1972. Vol. IX.
11. Categorias Gerais para um Enfoque dos Discursos Ideológicos, Rio de Janeiro, Revista Tempo Brasileiro, n. 32, 1972. Vol. X.
12. Para não dizer que não falamos do Simbólico, Rio de Janeiro, Revista Vozes, n.6, 1973.
13. Da noção de Trabalho e Linguagem na Psicanálise, Rio de Janeiro, Revista Vozes, n.6, 1973.
14. As Instituições e o Poder, Rio de Janeiro, Revista Tempo Brasileiro, n.35, 1974. Vol. IX. 
15. Da Categoria da Cultura: Do Aparelho Cultural do Estado, Rio de Janeiro, Encontros com a Civilização Brasileira, n.16, 1979.
16. Do Estatuto dos Discursos no Inconsciente e na História. Rio de Janeiro, Revista Tempo Brasileiro, n. 36-37, 1974. Vol. XI.

### Organização e Participação em Coletâneas
1. Epistemologia e Teoria da Ciência, "As Leituras e a Leitura Prático-Teórica", Rio de Janeiro, Editora Vozes, 1971.
2. Psicanálise e Ciência da História, "Introdução", Rio de Janeiro, Editora Eldorado, 1974.
3. Semiologia e Linguística Hoje, "Introdução", Rio de Janeiro, Editora Pallas, 1975.
4. Por que Nietzsche?, "O Gato à Deriva da Razão", Rio de Janeiro, Editora Achiamé, 1984.
5. Michel Foucault - O Dossier, "A genealogia (Foucault) ou os ‘leninismos’ na materialização de uma política nietzscheana", Rio de Janeiro, Editora Taurus, 1984.
6. Dossier Deleuze, "Alguns dos motivos deleuzianos", Rio de Janeiro, Hólon Editorial, 1991.

## Ligações Externas
Achegas n. 44 []